# Jirakit Thawornwong
Jirakit Thawornwong (จิรกิตติ์ ถาวรวงศ์), noto anche con lo pseudonimo di Mek (เมฆ) (28 agosto 1994), è un attore televisivo e cantante thailandese. È fratello dell'attrice Worranit Thawornwong.

## Filmografia

### Televisione
- Rak jing ping ker - serie TV (2014)
- Room Alone - serie TV (2014-2016)
- Ugly Duckling - Luk pet khire - serie TV, 7 episodi (2014-2015)
- Kiss: The Series - Rak tong chup - serie TV, 16 episodi (2016)
- U-Prince Series - serie TV (2016-2017)
- Little Big Dream - Khwam fan an sungsut - film TV (2016)
- Secret Seven - Thoe khon ngao kap khao thang chet - serie TV, 12 episodi (2017)
- Love Songs Love Series - serie TV (2017)
- Kiss Me Again - Chup hai dai tha nai nae ching - serie TV (2018)
- Wake Up chanee: The Series - serie TV (2018)
- The Gifted - Nak rian phalang kif - serie TV (2018)

## Discografia

### Singoli
- 2014 - Yah Dtut Sin Kon Tung Lohk Duay Poo Chai Kon Diao
- 2015 - Mai Yahk Poot Wah Ruk Hai Roo Seuk Dee
- 2016 - Peuan Sanit (ft. Lapassalan Jiravechsoontornkul)
- 2016 - Poot Wah Ruk Bao Bao
- 2017 - Yah Ao Reuang Jing Mah Lor Len
- 2017 - Garn Dern Taang Tee Sarn Pi Set
- 2017 - Luek Sutchai